# Christopher Edley, Jr.
Christopher Edley, Jr., né le 13 janvier 1953 à Boston (Massachusetts) et mort le 10 mai 2024 à Stanford (Californie), est un universitaire américain, doyen de la faculté de droit de l'université de Californie (Berkeley) - Boalt Hall.

## Biographie
Ancien professeur de la faculté de droit de Harvard, Christopher Edley a obtenu son undergraduate diplôme au Swarthmore College, et son diplôme de droit à Harvard. 
Il est marié à Maria Echaveste, ancienne directrice en chef du cabinet du président Bill Clinton.
Il travaille en qualité de conseiller auprès du président Bill Clinton dans le cadre de l'initiative Une Amérique et est l'un des membres de la Commission des droits civils. Il a également présidé la revue de discrimination positive du président Bill Clinton de 1998.
Christopher Edley Jr. meurt le 10 mai 2024 à l’âge de 71 ans.